# 5247 Krylov
Az 5247 Krylov (ideiglenes jelöléssel 1982 UP6) a Naprendszer kisbolygóövében található aszteroida. Ljudmila Georgijevna Karacskina fedezte fel 1982. október 20-án.